# 잇 해펀드 앳 더 월드 페어
잇 해펀드 앳 더 월드 페어(It Happened At The World's Fair)는 미국에서 제작된 노먼 터로그 감독의 1963년 영화이다. 엘비스 프레슬리 등이 주연으로 출연하였고 테드 리치몬드 등이 제작에 참여하였다.

## 출연

### 주연
- 엘비스 프레슬리
- 조안 오브라이언

### 조연
- 게리 록우드
- 비키 티우
- H.M. 와이넌트
- 에디스 엣워터
- 가이 레이몬드
- 도로시 그린
- 캠 통
- 이본느 크레이그

## 제작진
- 세트: 헨리 그레이스
- 세트: 휴 헌트